# Tréguennec
Tréguennec település Franciaországban, Finistère megyében. Lakosainak száma 312 fő (2022. január 1.). Tréguennec Plonéour-Lanvern, Saint-Jean-Trolimon és Tréogat községekkel határos.

## Népesség
A település népessége az elmúlt években az alábbi módon változott:
| Lakosok száma | 399  | 274  | 303  | 338  | 320  | 316  | 318  | 316  | 314  | 312  |
|               | 1968 | 1982 | 1990 | 2006 | 2013 | 2015 | 2017 | 2019 | 2020 | 2022 |